# Canottaggio ai Giochi della XXXI Olimpiade - Singolo maschile
La gara del singolo maschile dei Giochi della XXXI Olimpiade si è svolta tra il 6 e il 13 agosto 2016. Hanno partecipato 32 atleti.

## Formato
La competizione si svolge su quattro turni, in ognuno dei quali i primi tre classificati di ogni batteria avanzano al turno successivo. Gli equipaggi eliminati al primo turno competono in tre batterie di ripescaggio, ognuna delle quali qualifica altri due atleti al secondo turno.
Gli equipaggi eliminati partecipano ad un analogo tabellone che determina i piazzamenti.

## Programma
| Data           | Ora (UTC-3) | Turno            |
| -------------- | ----------- | ---------------- |
| 6 agosto 2016  | 07:30       | Batterie         |
| 7 agosto 2016  | 07:30       | Ripescaggi       |
| 8 agosto 2016  | 07:30       | Semifinali E/F   |
| 9 agosto 2016  | 07:30       | Quarti di finale |
| 10 agosto 2016 | 9:30        | Semifinali C/D   |
| 11 agosto 2016 | 11:20       | Semifinali A/B   |
| 11 agosto 2016 | 07:30       | Finale F         |
| 11 agosto 2016 | 07:50       | Finale E         |
| 13 agosto 2016 | 08:30       | Finale D         |
| 13 agosto 2016 | 08:50       | Finale C         |
| 13 agosto 2016 | 09:10       | Finale B         |
| 13 agosto 2016 | 09:30       | Finale           |

## Risultati

### Batterie
| Pos. | Atleti               | Nazione    | Tempo   | Note |
| ---- | -------------------- | ---------- | ------- | ---- |
| 1    | Ángel Fournier       | Cuba       | 7:06.89 | QF   |
| 2    | Juan Carlos Cabrera  | Messico    | 7:08.27 | QF   |
| 3    | Dattu Baban Bhokanal | India      | 7:21.67 | QF   |
| 4    | Jaruwat Saensuk      | Thailandia | 7:25.06 | R    |
| 5    | Armandas Kelmelis    | Lituania   | 7:34.59 | R    |
| 6    | Luigi Teilemb        | Vanuatu    | 8:00.42 | R    |

| Pos. | Atleti                    | Nazione       | Tempo   | Note |
| ---- | ------------------------- | ------------- | ------- | ---- |
| 1    | Mahé Drysdale             | Nuova Zelanda | 7:04.45 | QF   |
| 2    | Bendegúz Pétervári-Molnár | Ungheria      | 7:12.86 | QF   |
| 3    | Jhonatan Esquivel         | Uruguay       | 7:16.08 | QF   |
| 4    | Renzo Leon Garcia         | Perù          | 7:21.04 | R    |
| 5    | Mohammed Jasim Al-Khafaji | Iraq          | 7:25.04 | R    |
| 6    | Jakson Vicent Monasterio  | Venezuela     | 7:28.36 | R    |

| Pos. | Atleti                   | Nazione    | Tempo   | Note |
| ---- | ------------------------ | ---------- | ------- | ---- |
| 1    | Hannes Obreno            | Belgio     | 7:09.06 | QF   |
| 2    | Natan Węgrzycki-Szymczyk | Polonia    | 7:12.43 | QF   |
| 3    | Brian Rosso              | Argentina  | 7:22.69 | QF   |
| 4    | Shakhboz Kholmirzayev    | Uzbekistan | 7:25.03 | R    |
| 5    | Al-Hussein Gambour       | Libia      | 7:43.85 | R    |

| Pos. | Atleti                | Nazione       | Tempo   | Note |
| ---- | --------------------- | ------------- | ------- | ---- |
| 1    | Alan Campbell         | Gran Bretagna | 7:08.31 | QF   |
| 2    | Stanislaŭ Ščarbačėnja | Bielorussia   | 7:11.49 | QF   |
| 3    | Memo                  | Indonesia     | 7:14.17 | QF   |
| 4    | Kim Dong-yong         | Corea del Sud | 7:20.85 | R    |
| 5    | Andrew Peebles        | Zimbabwe      | 7:25.39 | R    |

| Pos. | Atleti              | Nazione   | Tempo   | Note |
| ---- | ------------------- | --------- | ------- | ---- |
| 1    | Ondřej Synek        | Rep. Ceca | 7:21.90 | QF   |
| 2    | Rhys Grant          | Australia | 7:28.83 | QF   |
| 3    | Arturo Rivarola     | Paraguay  | 7:29.23 | QF   |
| 4    | Sid Ali Boudina     | Algeria   | 7:45.90 | R    |
| 5    | Bryan Sola Zambrano | Ecuador   | 7:48.77 | R    |

| Pos. | Atleti               | Nazione    | Tempo   | Note |
| ---- | -------------------- | ---------- | ------- | ---- |
| 1    | Nils Jakob Hoff      | Norvegia   | 7:17.47 | QF   |
| 2    | Damir Martin         | Croazia    | 7:23.08 | QF   |
| 3    | Abdelkhalek El-Banna | Egitto     | 7:34.05 | QF   |
| 4    | Mohamed Taieb        | Tunisia    | 7:37.95 | R    |
| 5    | Vladislav Yakovlev   | Kazakistan | 7:38.65 | R    |

### Ripescaggi
| Pos. | Atleti             | Nazione    | Tempo    | Note |
| ---- | ------------------ | ---------- | -------- | ---- |
| 1    | Sid Ali Boudina    | Algeria    | 7:20.84  | QF   |
| 2    | Renzo Leon Garcia  | Perù       | 7:25.55  | QF   |
| 3    | Luigi Teilemb      | Vanuatu    | 7:34.12  | SE/F |
| 4    | Al-Hussein Gambour | Libia      | 7:45.09  | SE/F |
| 5    | Vladislav Yakovlev | Kazakistan | 12:04.17 | SE/F |

| Pos. | Atleti                    | Nazione       | Tempo   | Note |
| ---- | ------------------------- | ------------- | ------- | ---- |
| 1    | Kim Dong-yong             | Corea del Sud | 7:12.96 | QF   |
| 2    | Mohammed Jasim Al-Khafaji | Iraq          | 7:14.38 | QF   |
| 3    | Jaruwat Saensuk           | Thailandia    | 7:16.39 | SE/F |
| 4    | Bryan Sola Zambrano       | Ecuador       | 7:28.30 | SE/F |

| Pos. | Atleti                   | Nazione    | Tempo   | Note |
| ---- | ------------------------ | ---------- | ------- | ---- |
| 1    | Armandas Kelmelis        | Lituania   | 7:13.36 | QF   |
| 2    | Shakhboz Kholmirzayev    | Uzbekistan | 7:14.58 | QF   |
| 3    | Andrew Peebles           | Zimbabwe   | 7:17.19 | SE/F |
| 4    | Mohamed Taieb            | Tunisia    | 7:27.18 | SE/F |
| 5    | Jakson Vicent Monasterio | Venezuela  | 7:28.67 | SE/F |

### Quarti di finale
| Pos. | Atleti                | Nazione       | Tempo   | Note |
| ---- | --------------------- | ------------- | ------- | ---- |
| 1    | Ángel Fournier        | Cuba          | 6:51.89 | SA/B |
| 2    | Rhys Grant            | Australia     | 6:55.14 | SA/B |
| 3    | Nils Jakob Hoff       | Norvegia      | 6:57.94 | SA/B |
| 4    | Memo                  | Indonesia     | 6:59.76 | SC/D |
| 5    | Kim Dong-yong         | Corea del Sud | 7:05.69 | SC/D |
| 6    | Shakhboz Kholmirzayev | Uzbekistan    | 7:09.99 | SC/D |

| Pos. | Atleti                | Nazione       | Tempo   | Note |
| ---- | --------------------- | ------------- | ------- | ---- |
| 1    | Mahé Drysdale         | Nuova Zelanda | 6:46.51 | SA/B |
| 2    | Ondřej Synek          | Rep. Ceca     | 6:50.51 | SA/B |
| 3    | Stanislaŭ Ščarbačėnja | Bielorussia   | 6:55.19 | SA/B |
| 4    | Brian Rosso           | Argentina     | 7:03.23 | SC/D |
| 5    | Armandas Kelmelis     | Lituania      | 7:04.67 | SC/D |
| 6    | Renzo Leon Garcia     | Perù          | 7:30.91 | SC/D |

| Pos. | Atleti                    | Nazione  | Tempo   | Note |
| ---- | ------------------------- | -------- | ------- | ---- |
| 1    | Hannes Obreno             | Belgio   | 6:48.90 | SA/B |
| 2    | Juan Carlos Cabrera       | Messico  | 6:50.04 | SA/B |
| 3    | Abdelkhalek El-Banna      | Egitto   | 6:50.82 | SA/B |
| 4    | Bendegúz Pétervári-Molnár | Ungheria | 6:52.80 | SC/D |
| 5    | Sid Ali Boudina           | Algeria  | 7:13.59 | SC/D |
| 6    | Arturo Rivarola           | Paraguay | 7:17.12 | SC/D |

| Pos. | Atleti                    | Nazione       | Tempo   | Note |
| ---- | ------------------------- | ------------- | ------- | ---- |
| 1    | Damir Martin              | Croazia       | 6:44.44 | SA/B |
| 2    | Alan Campbell             | Gran Bretagna | 6:49.41 | SA/B |
| 3    | Natan Węgrzycki-Szymczyk  | Polonia       | 6:53.52 | SA/B |
| 4    | Dattu Baban Bhokanal      | India         | 6:59.89 | SC/D |
| 5    | Jhonatan Esquivel         | Uruguay       | 7:40.27 | SC/D |
| 6    | Mohammed Jasim Al-Khafaji | Iraq          | 8:29.76 | SC/D |

### Semifinali A/B
| Pos. | Atleti               | Nazione   | Tempo   | Note |
| ---- | -------------------- | --------- | ------- | ---- |
| 1    | Ondřej Synek         | Rep. Ceca | 6:58.56 | FA   |
| 2    | Damir Martin         | Croazia   | 6:59.43 | FA   |
| 3    | Ángel Fournier       | Cuba      | 7:02.65 | FA   |
| 4    | Juan Carlos Cabrera  | Messico   | 7:03.68 | FB   |
| 5    | Abdelkhalek El-Banna | Egitto    | 7:13.55 | FB   |
| 6    | Nils Jakob Hoff      | Norvegia  | 7:39.12 | FB   |

| Pos. | Atleti                   | Nazione       | Tempo   | Note |
| ---- | ------------------------ | ------------- | ------- | ---- |
| 1    | Mahé Drysdale            | Nuova Zelanda | 7:03.70 | FA   |
| 2    | Stanislaŭ Ščarbačėnja    | Bielorussia   | 7:06.69 | FA   |
| 3    | Hannes Obreno            | Belgio        | 7:06.76 | FA   |
| 4    | Alan Campbell            | Gran Bretagna | 7:09.54 | FB   |
| 5    | Rhys Grant               | Australia     | 7:14.68 | FB   |
| 6    | Natan Węgrzycki-Szymczyk | Polonia       | 7:15.61 | FB   |

### Semifinali C/D
| Pos. | Atleti                | Nazione    | Tempo   | Note |
| ---- | --------------------- | ---------- | ------- | ---- |
| 1    | Jhonatan Esquivel     | Uruguay    | 7:22.98 | FC   |
| 2    | Brian Rosso           | Argentina  | 7:24.65 | FC   |
| 3    | Memo                  | Indonesia  | 7:25.60 | FC   |
| 4    | Shakhboz Kholmirzayev | Uzbekistan | 7:26.04 | FD   |
| 5    | Sid Ali Boudina       | Algeria    | 7:37.19 | FD   |
| 6    | Arturo Rivarola       | Paraguay   | 7:41.43 | FD   |

| Pos. | Atleti                    | Nazione       | Tempo   | Note |
| ---- | ------------------------- | ------------- | ------- | ---- |
| 1    | Bendegúz Pétervári-Molnár | Ungheria      | 7:18.88 | FC   |
| 2    | Dattu Baban Bhokanal      | India         | 7:19.02 | FC   |
| 3    | Kim Dong-yong             | Corea del Sud | 7:20.10 | FC   |
| 4    | Armandas Kelmelis         | Lituania      | 7:20.72 | FD   |
| 5    | Renzo Leon Garcia         | Perù          | 7:37.34 | FD   |
| 6    | Mohammed Jasim Al-Khafaji | Iraq          | 7:48.31 | FD   |

### Semifinali E/F
| Pos. | Atleti             | Nazione    | Tempo    | Note |
| ---- | ------------------ | ---------- | -------- | ---- |
| 1    | Jaruwat Saensuk    | Thailandia | 7:54.38  | FE   |
| 2    | Mohamed Taieb      | Tunisia    | 8:02.05  | FE   |
| 3    | Luigi Teilemb      | Vanuatu    | 8:19.15  | FE   |
| 4    | Vladislav Yakovlev | Kazakistan | 11:45.22 | FF   |

| Pos. | Atleti                   | Nazione   | Tempo   | Note |
| ---- | ------------------------ | --------- | ------- | ---- |
| 1    | Andrew Peebles           | Zimbabwe  | 7:45.20 | FE   |
| 2    | Jakson Vicent Monasterio | Venezuela | 7:50.56 | FE   |
| 3    | Bryan Sola Zambrano      | Ecuador   | 7:52.86 | FE   |
| 4    | Al-Hussein Gambour       | Libia     | 8:13.17 | FF   |

### Finali
| Pos. | Atleti             | Nazione    | Tempo   | Note |
| ---- | ------------------ | ---------- | ------- | ---- |
| 1    | Vladislav Yakovlev | Kazakistan | 7:21.61 |      |
| 2    | Al-Hussein Gambour | Libia      | 7:41.77 |      |

| Pos. | Atleti                   | Nazione    | Tempo   | Note |
| ---- | ------------------------ | ---------- | ------- | ---- |
| 1    | Andrew Peebles           | Zimbabwe   | 7:43.98 |      |
| 2    | Jaruwat Saensuk          | Thailandia | 7:49.86 |      |
| 3    | Mohamed Taieb            | Tunisia    | 7:53.36 |      |
| 4    | Bryan Sola Zambrano      | Ecuador    | 7:53.54 |      |
| 5    | Jakson Vicent Monasterio | Venezuela  | 7:57.83 |      |
| 6    | Luigi Teilemb            | Vanuatu    | 8:24.67 |      |

| Pos. | Atleti                    | Nazione    | Tempo   | Note |
| ---- | ------------------------- | ---------- | ------- | ---- |
| 1    | Armandas Kelmelis         | Lituania   | 7:00.72 |      |
| 2    | Renzo Leon Garcia         | Perù       | 7:02.28 |      |
| 3    | Mohammed Jasim Al-Khafaji | Iraq       | 7:03.73 |      |
| 4    | Shakhboz Kholmirzayev     | Uzbekistan | 7:04.78 |      |
| 5    | Sid Ali Boudina           | Algeria    | 7:06.64 |      |
| 6    | Arturo Rivarola           | Paraguay   | 7:18.34 |      |

| Pos. | Atleti                    | Nazione       | Tempo   | Note |
| ---- | ------------------------- | ------------- | ------- | ---- |
| 1    | Dattu Baban Bhokanal      | India         | 6:54.96 |      |
| 2    | Bendegúz Pétervári-Molnár | Ungheria      | 6:57.75 |      |
| 3    | Brian Rosso               | Argentina     | 6:58.58 |      |
| 4    | Memo                      | Indonesia     | 6:59.44 |      |
| 5    | Kim Dong-yong             | Corea del Sud | 6:59.72 |      |
| 6    | Jhonatan Esquivel         | Uruguay       | 7:13.65 |      |

| Pos. | Atleti                   | Nazione       | Tempo   | Note |
| ---- | ------------------------ | ------------- | ------- | ---- |
| 1    | Natan Węgrzycki-Szymczyk | Polonia       | 6:47.95 |      |
| 2    | Juan Carlos Cabrera      | Messico       | 6:50.02 |      |
| 3    | Rhys Grant               | Australia     | 6:51.90 |      |
| 4    | Abdelkhalek El-Banna     | Egitto        | 6:54.94 |      |
| 5    | Nils Jakob Hoff          | Norvegia      | 7:02.66 |      |
| 6    | Alan Campbell            | Gran Bretagna | DNS     |      |

| Pos.    | Atleti                | Nazione       | Tempo   | Note            |
| ------- | --------------------- | ------------- | ------- | --------------- |
| Oro     | Mahé Drysdale         | Nuova Zelanda | 6:41.34 | Record olimpico |
| Argento | Damir Martin          | Croazia       | 6:41.34 |                 |
| Bronzo  | Ondřej Synek          | Rep. Ceca     | 6:44.10 |                 |
| 4       | Hannes Obreno         | Belgio        | 6:47.42 |                 |
| 5       | Stanislaŭ Ščarbačėnja | Bielorussia   | 6:48.78 |                 |
| 6       | Ángel Fournier        | Cuba          | 6:55.90 |                 |